# Armide (Gluck)
Para outros trabalhos com o mesmo nome procure em Armida.
Armide é uma ópera de Christoph Willibald Gluck, foi sua quarta ópera parisiense e a favorita do compositor entre todas as suas obras. Ela foi pela primeira vez apresentada em Paris na Académie Royale em 23 de setembro de 1777. 
Gluck fez o libreto Philippe Quinault tinha escrito para Lully em 1686, com base em Gerusalemme liberata (Jerusalém libertada) de Torquato Tasso. Gluck parecia preocupoado com as tradições francesas quando ele compos Armida. Lully e Quinault foram os fundadores de muitas óperas históricas na França e Armida era geralmente reconhecida como sua obra prima, de modo que era uma jogada ousada da parte de Gluck escrever novas músicas para o texto de Quinault. Uma tentativa semelhante de escrever uma nova ópera do libretto de Thésée, Jean Joseph de Mondonville em 1765 terminou em desastre, com platéias exigentes quando a substituíção do original de Lully. Ao utilizar Armida, Gluck desafiou os ideais dos franceses  na prática, e no processo ele revelou ser capaz de renovar através do "moderno" a composição. A resposta dos críticos e a conseqüente polêmica resultou em um dos grandes imbroglios da vida intelectual francesa. Gluck atingiu o nervo dos franceses que tinham em Armide uma das suas obras mais populares, que continuava a ser um marco fundamental na tradição operistica francesa e foi calorosamente elogiada por Berlioz em suas Memórias.
Gluck criou também uma moda ao redefinir as  óperas de Lully/Quinault: O rival de Gluck Piccinni seguiu o seu exemplo com Roland (1778) e Atys (1780); no mesmo ano, Philidor produziu um novo Persée; e Gossec ofereceu sua versão de Thésée, em 1782.
O próprio  óperas teria trabalhando em uma ópera baseada em Roland, mas ele abandonou-a quando ouviu que  Piccinni trabalhava sobre o mesmo libreto.

## Papeis
| Papel                                                                | Tipo de Voz              | Elenco da Premiere, 23 de setembro de 1777 (Conduzida pelo maestro: - ) |
| -------------------------------------------------------------------- | ------------------------ | ----------------------------------------------------------------------- |
| Armida, uma feiticeira, Princesa de Damasco                          | soprano                  | Rosalie Levasseur                                                       |
| Renaldo, um Cruzado                                                  | tenor                    | Joseph Legros                                                           |
| Phénice, Amiga e confidente de Armida                                | soprano                  | M.lle LeBourgeois                                                       |
| Sidonie, outra confidente de Armide                                  | soprano                  | M.lle Châteauneuf                                                       |
| Hidraot, um mágico, Rei de Damasco                                   | barítono                 | Nicolas Gélin                                                           |
| O Ódio                                                               | contralto                | Céleste [Célestine] Durancy                                             |
| O cavaleiro dinamarquês, um Cruzado                                  | tenor                    | Étienne Lainez (também escrito Lainé)                                   |
| Ubalde, um Cruzado                                                   | barítono                 | Henri Larrivée                                                          |
| Um demônio na forma de Lucinde, namorada do cavaleiro dinamarquês    | soprano                  | Anne-Marie Jeanne Gavaudan, aînée                                       |
| Um demônio na forma de Melisse, namorada de Ubalde                   | soprano                  | Antoinette Cécile de Saint-Huberty                                      |
| Aronte, prisioneiro de Armide                                        | baritono                 | Georges Durand                                                          |
| Artémidore, um Cruzado                                               | tenor                    | Thirot                                                                  |
| Uma náiade                                                           | soprano ou mezzo-soprano |                                                                         |
| Uma pastorinha                                                       | soprano                  | Anne-Marie Jeanne Gavaudan, aînée                                       |
| Um Prazer                                                            | soprano                  | Antoinette Cécile de Saint-Huberty                                      |
| Espíritos, demônios, soldados, cidadãos de Damasco, ninfas, pastores |                          |                                                                         |

## Sinopse

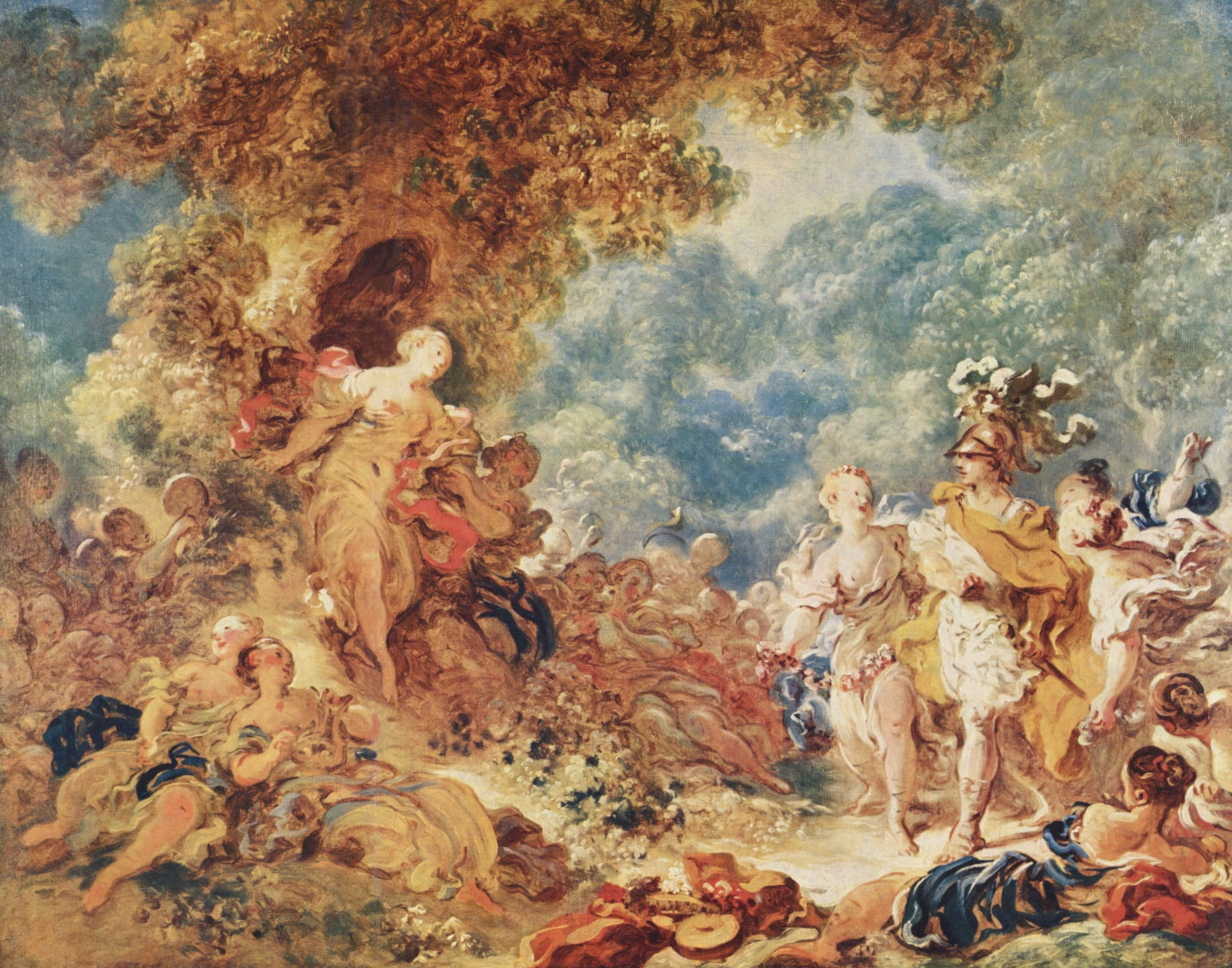
Renaldo no jardim de Armida, pintada por Fragonard

Para a história, ver Armide por Lully. O libretto mantido inalterado por Gluck, embora ele cortou o prologo com suas alegórias e acrescentou algumas linhas de sua própria concepção até o fim do terceito ato. Do mesmo modo, a distribuição dos papéis e das vozes são os mesmos da ópera de Lully.

## Gravações
- Armide: Armide (Mireille Delunsch), Renaud (Charles Workman), La Haine (Ewa Podles), Hidraot (Laurent Naouri); Les Musiciens du Louvre, Marc Minkowski (Deutsche Grammophon Archiv, 1999)